# Liam Hess
Liam Hess (nascido em 28 de Março de 1992) é um ator Inglês

## Carreira
Liam tem trabalhado regularmente desde os 6 anos de idade. Um de seus primeiros trabalhos foi na produção da BBC, The Wyvern Mystery, onde interpretou o Jovem Will e, ainda em 2000, participou de filmes como Black Books e O Chamado do Anticristo. Fez aparições nas séries Down to Earth, Don't Blame the Koalas, My Dad's the Prime Minister, Softies, Grass e Casualty. 

Aos 11 anos, Liam já tinha um currículo extenso e invejado. Liam participou da peça "Spend, Spend, Spend" do West End Musical e recebeu aplausos por sua impressionante apresentação como "Mamillius" na produção controversa de Nicholas Hytner, "The Winters Tale", no Royal National Theatre em Londres. Um dos trabalhos mais notáveis de Liam foi no filme de 2001, Os Anjos da Guerra, ao lado de Willem Dafoe e Haley Joel Osment e na comédia-romântica de 2008, Gatos, Fios-Dentais e Amassos.

## Filmografia
| Ano       | Titulo                        | Papel                           | Notas        |
| --------- | ----------------------------- | ------------------------------- | ------------ |
| 1999      | Murder Most Horrid            | Rory Phillips                   | 1 episódio   |
| 2000      | The Wyvern Mystery            | Jovem Will                      | TV           |
| 2000      | Black Books                   | Jimbo                           | 1 episódio   |
| 2000      | O Chamado do Anticristo       | Sammy Plummer                   |              |
| 2001      | The Whistle-Blower            | Daniel Tracey                   | TV           |
| 2001      | Down to Earth                 | Jake                            | 1 episódio   |
| 2001      | Os Anjos da Guerra            | Tolo                            |              |
| 2002      | Don't Blame the Koalas        | Greg King                       | 26 episódios |
| 2003      | Doctors                       | Tom Bolton                      | 1 episódio   |
| 2003      | My Dad's the Prime Minister   | Dominic Clackson                | TV           |
| 2003      | Softies                       | Cosy                            | TV           |
| 2003      | Grass                         | Crispin                         | 5 episódios  |
| 2002-2004 | Casualty                      | Louis Fairhead / Stanley Wilson | 14 episódios |
| 2008      | Gatos, Fios-Dentais e Amassos | Peter Dyer                      |              |